# 吉森斯多夫
吉森斯多夫（德語：Giesensdorf）是德国石勒苏益格－荷尔斯泰因州的一个市镇。总面积2.73平方公里，总人口119人，其中男性60人，女性59人（2011年12月31日），人口密度44人/平方公里。